# 大鱗脂鯉
大鱗脂鯉，是輻鰭魚綱脂鯉目脂鲤科的其中一种。

## 分布
本魚分布於南美洲蘇利南、蓋亞那及法屬圭亞那的尼格羅河、奧里諾科河流域。

## 特徵
本魚青壯年時體色為粉紅色。身體背部為金橄欖綠色，側腹部則呈銀色。鱗片大而錯落有致，尤其是在側線上方更為明顯。頭部相當短，嘴的上唇突出。體長可達24.5公分。

## 生態
本魚棲息在溶氧量高的水域，性情活潑，屬雜食，具侵略性，以蠕蟲、小魚、昆蟲等為食。

## 經濟利用
為當地的食用魚，另可作為觀賞魚。